# Stelio Passacantando
Stelio Passacantando (Roma, 1927 – Nemi, 13 gennaio 2010) è stato un regista cinematografico e animatore italiano.

## Biografia
Nato a Roma ma di origini abruzzesi, si diploma all'Accademia di belle arti di Roma frequentando il corso di Scenografia di Toti Scialoja. Inizia a lavorare come grafico, pittore e scenografo. Dopo l'esperienza con i cineasti della Fax Film Kremos e Gibba, si interessa al cinema sperimentale e all'animazione. Fra il 1957 e il 1959 realizza alcuni esperimenti di film d'animazione dipinti direttamente sul pellicola.
Nel 1960 si trasferisce in Inghilterra e collabora con la National Film Board diretta da George Dunning, il regista di Yellow Submarine, e con l'emittente T.V. Cartoons. Dal 1962 lavora per la FAO realizzando cortometraggi per gli Stati Uniti d'America.
Nel 1970 realizza per l'emittente tedesca ZDF Il poema a fumetti, tratto dai disegni di Dino Buzzati e con la collaborazione alla regia dello stesso. Collabora con lo studio di Giulio Gianini e Emanuele Luzzati per alcuni cortometraggi d'animazione. Realizza inoltre per la Rai numerose sigle e corti d'animazione, collaborando, fra gli altri progetti, anche alla stagione 1966 - 1968 di Carosello, per la regia di Harry Hess. Nel 1978 realizza per la Rai il film La nascita del Cinema – Panoramica sulla storia del cinema dalla Lanterna Magica a Méliès (distribuito nel 1980), Premio di Qualità del Ministero dello Spettacolo.
Negli anni '80 realizza alcune opere di animazione basate su famose composizioni di musica classica come La storia dello schiaccianoci di Pëtr Il'ič Čajkovskij e L'uccello di fuoco di Igor' Fëdorovič Stravinskij. Dirige anche Il generale all'inferno, tratto da una poesia di Pablo Neruda.
Nel 1991 realizza il lungometraggio Il giornalino di Gian Burrasca, tratto dall'opera di Vamba. Il film inaugura l'edizione 1992 del festival Trevisocartoon. Nel 1995 dirige Lo specchio delle meraviglie tratto da Lewis Carroll.
Nel 1996 crea e dirige la scuola Il Laboratorio dell'Immaginario, istituto rivolto all'insegnamento ai bambini della creatività in ambito artistico. Come docente tiene lezioni e seminari presso la Mediateca regionale toscana, l'Accademia Internazionale dell’Immagine dell’Aquila, l’Istituto Cinematografico di Stato Roberto Rosselini (Roma), la FICC (federazione italiana circoli del cinema) e l’Accademia di belle arti di Roma. Ha fatto parte della giuria, fra gli altri, del Festival internazionale del cortometraggio di Siena. È stato nominato più volte membro nelle Commissioni Film per Ragazzi e nella Commissione Premio David Scuola presso il Dipartimento dello Spettacolo.
Nel 2005 riceve in America il premio International Cinema Arts Screenings.
Nel 2006 è oggetto di una celebrazione presso la Casa del cinema di Villa Borghese a Roma, e nel 2008 il Dei Piccoli Film Festival gli dedica l'omaggio Stelio Passacantando - Gianburrasca dell'animazione italiana.

## Filmografia essenziale

### Regia
- Il divenire delle forme (1959)
- Poema a fumetti (1970, mediometraggio, con Dino Buzzati)
- Lea e Tito (1978, cortometraggio)
- La nascita del Cinema – Panoramica sulla storia del cinema dalla Lanterna Magica a Méliès (1978)
- Petruska (1982, cortometraggio)
- L'uccello di fuoco (1982, cortometraggio)
- Lo Schiaccianoci (1983, cortometraggio)
- Il generale all'inferno (1984, cortometraggio)
- Il giornalino di Gian Burrasca (1992)
- Lo specchio delle meraviglie (1995)
- Alice attraverso lo specchio (1995, cortometraggio)
- Alice in città (1996, cortometraggio)

### Altro
- Le avventure di Rompicollo (1954, regia di Gibba), aiuto scenografo